# 詹姆斯·切斯特
詹姆斯·切斯特（英語：James Chester，1989年1月23日—），是英格兰出生的威爾斯职业足球运动员，司职中后卫，現效力於英甲球隊德比郡，出身曼聯青訓系統。

## 生平
切斯特8岁时就被曼联邀请到青训营接受训练，2005年7月正式签约。2007/08年赛季，他是曼联预备队出场最多的球员和后防绝对主力，因此进入一线队。2009年1月20日，他在联赛杯半决赛对阵德比郡的比赛中替补出场，第一次代表曼联参加正式比赛。2月2日被外借到英甲球隊彼德堡一個月，期間上陣5場。
2009年9月15日切斯特再獲外借到英冠球會普利茅夫3個月，但僅作賽3場便因傷提前被送返曼聯。
2010年8月3日切斯特獲外借到英甲球會卡素爾直到年底才完結。期間表現出色，在各項賽事上陣23場及射入3球，於借用期滿前表示希望繼續留隊，於2011年元旦主場對哈德斯菲爾德近門頂入為球隊扳平2-2完場。賽後曼聯召回切斯特，轉會窗重開後動作多多的英冠球會侯城提出約30萬英鎊羅致旗下。